# Montigny-sur-Canne
Montigny-sur-Canne là một xã của tỉnh Nièvre, thuộc vùng Bourgogne-Franche-Comté, miền trung nước Pháp.